# Hippias (tyran)
Hippias nebo Hippiás (starořecky  Ἱππίας) (570 př. n. l.? – 490 př. n. l.) byl athénský samovládce (tyran) od roku 527 př. n. l. do roku 510 př. n. l., syn svého předchůdce Peisistrata.

## Původ
O původu rodiny Peisistratovců toho není mnoho známo. Hérodotos se zmiňuje, že rodina přišla z Pylu na Peloponésu, usadila se v Athénách a údajně byla spřízněna s královským rodem Kodrovců. Ovšem tuto historku mohl nechat šířit samotný Peisistratos po uchopení moci v Athénách.

## Nastolení tyranidy v Athénách
Jeho otec Peisistratos (600 př. n. l. – 527 př. n. l.) patřil k populárním politikům Athén, kde se roku 560 př. n. l. pokusil lstí převzít moc a zavést tyranidu. Po poměrně krátkém čase musel město opustit, aby se záhy pokusil o totéž za pomoci Megakla z urozené rodiny Alkméonovců. Brzy se však Peisistratos s Megaklem znesvářili a tentokrát musel Peisistratos opustit nejen Athény, ale celou oblast Attiky. Se syny našel azyl v Makedonii a Thrákii, kde v pangajském pohoří (v blízkosti dnešního města Kavala) těžil zlato a stříbro.
V té době už jeho synové dospěli a právě Hippias byl zastáncem myšlenky na dobytí Athén a znovuustanovení tyranidy. Peisistratos tedy ze získaných prostředků zaplatil armádu a roku 546 př. n. l., po 11 letech ve vyhnanství, Athény bez většího odporu dobyl a stanovil se zde samovládcem. Jeho vláda byla chápana vesměs pozitivně, učinil řadu reforem, pomohl k rozmachu města a udržoval si v oblasti Egejského moře značný politický vliv.
Roku 527 př. n. l. zemřel a jeho nástupcem se stal právě jeho nejstarší syn Hippias.

## Hippiova tyranida

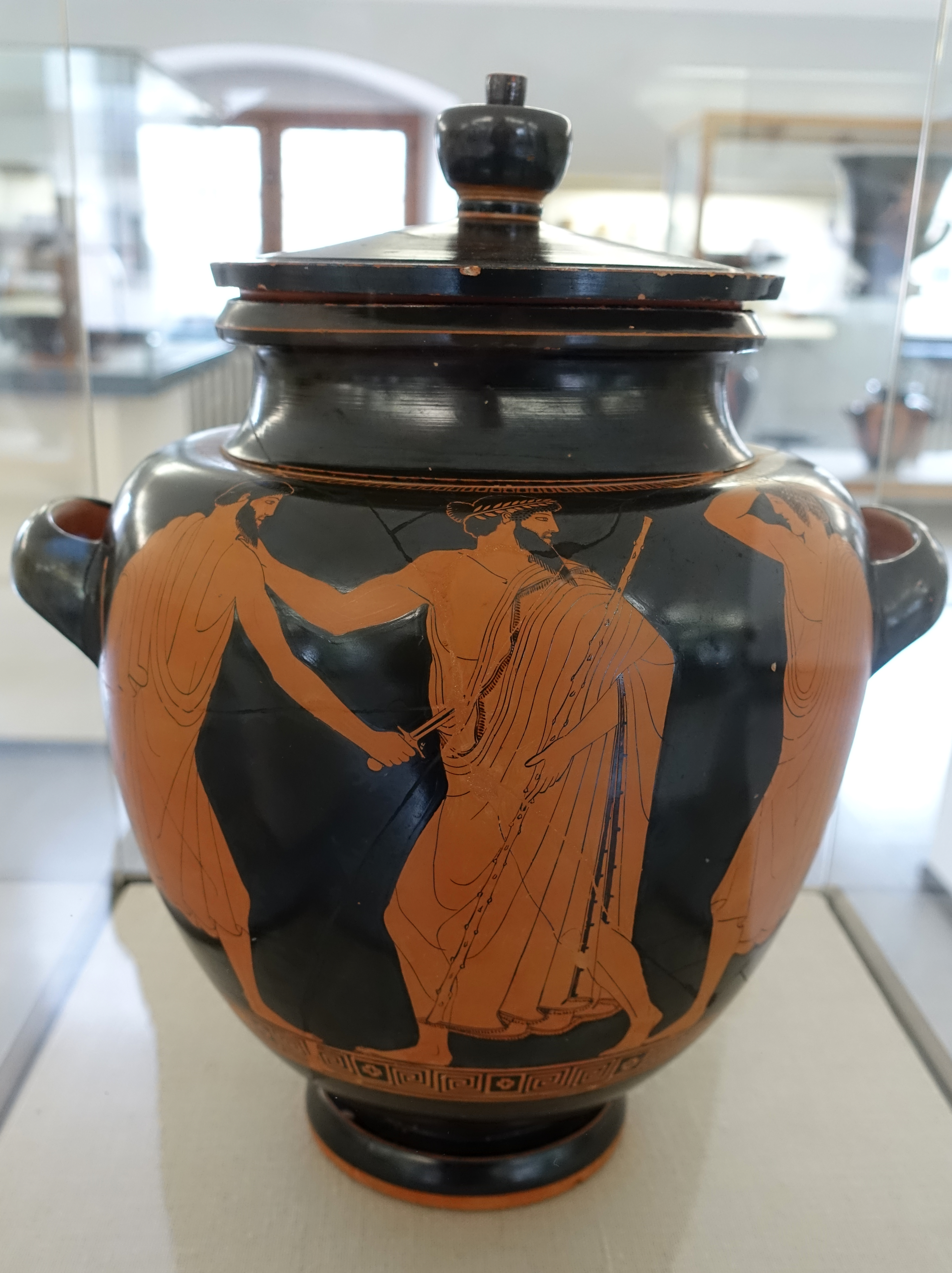
Atentát na Hipparcha, umělec Syriskos, Athény, 475–470 př. n. l.

Hippias vládl Athénám spolu s bratrem Hipparchem. Zpočátku se drželi stejné politiky a řádu, který nastolil jejich otec, avšak časem si získávali stále méně popularity, protože více mysleli na své požitky nežli na blaho celého města, což přiživovalo naděje na návrat Alkméonovců do Athén i k moci.
Zlomový okamžik nadešel roku 514 př. n. l., kdy došlo k vraždě mladšího z bratrů Hipparcha. V podvědomí Athéňanů i do jejich historie vstoupili oba atentátnici jak tyranobijci, skutečnost je ale taková, že se jednalo o osobní mstu, nikoliv o politický akt. Harmodios byl Aristogeitonův mladý milenec, kterému Hipparchos nabídl svoji přízeň. Harmodios ho odmítl a Hipparchos se mu pomstil tak, že přede všemi zostudil Harmodiovu sestru při veřejných slavnostech, když ji on a jeho vládnoucí bratr vyhnali z panathénajského průvodu. Harmodios a Aristogeiton chtěli údajně zabít nejprve tyrana Hippia, ale využili příležitosti a zavraždili Hipparcha. Strážci pak Harmodia na místě usmrtili, Aristogeiton byl dopaden později a zabit.
Hippias rozpoutal rozsáhlé čistky mezi athénským obyvatelstvem, což vyhovovalo Alkméonovcům, kteří údajně podplatili věštkyni Pýthii, aby přiměla táhnout Spartu proti Hippiovi. Lakedaimónští tak vyslali vojevůdce Anchimolia, který se vylodil u athénského přístavu Faléru, byl však thessalskou jízdou tvrdě poražen a sám v boji padl.
Sparťané záhy vyslali větší výpravu, v jejíž čele stanul samotný král Kleomenés I., který nejprve porazil thessalské a pak se jal obléhat Athény. Roku 510 př. n. l. tak slavil vítězství, ovšem ne díky zbraním, ale náhodě, kdy se jim podařilo zajmout děti z rodu Peisistratovců, které chtěla tato rodina ukrýt v bezpečí mimo město. Výměnou za jejich život opustil celý tento rod do pěti dnů Athény a uchýlil se do své rodové državy Sígeion v ústí Hellespontu. Tak skončila tyranida v Athénách. Když byl město donucen opustit i spartský král, lid si do svého čela zvolil Kleisthena.

## Hippias jako perský spojenec
Spor se Spartou se Athéňanům příliš nezamlouval a vyslali do Sard, centra jedné ze satrapií perské říše posly, aby zde proti Spartě našli spojence. Zdejší místodržící Artafernés požadoval, aby perskému králi vzdali hold vodou a hlínou, což znamenalo přijmout jeho područenství, s tím ale Athéňané nesouhlasili.
Důsledkem jednání Athéňanů bylo zhoršení jejich vztahů se Spartou, kdy se její představitelé rozhodli, že znovu dosadí Hippia jako tyrana do Athén. Spartě vadil i athénský mocenský a hospodářský vzestup. Avšak většina spartských spojenců se proti tomu postavila. Makedonští a thessalští vládci pak Hippiovi nabídli državy ve svých zemích, ale ten odmítl a vrátil se do Sígeia. Navázal pak dobré vztahy se satrapou Artafernem s úmyslem znovu získat za pomoci Peršanů v Athénách vládu. Jeho snaha vzbudila v Athénách obavy, ale i jejich druhé poselství, kdy se snažili přesvědčit sardského místodržícího, aby Hippioovi nenaslouchal, nedopadlo dobře. Artafernes nařídil Athéňanům, aby Hippia přijali jako svého vládce, ale ti jeho požadavek opět odmítli.
Po vypuknutí řecko-perských válek posloužil Hippias perskému králi Dáreiovi tím, že se stal jeho spojencem proti Athénám a zúčastnil se i bitvy u Marathónu. Toto bojiště sám veliteli perských vojsk Dátidovi doporučil. Přiměl ho k tomu sen, ve kterém měl intimnosti se svojí vlastní matkou, což si vyložil tak, že zemře v místě svého narození, tedy v Athénách a na loži jako stařec, to se ale nestalo. Při ústupu perských vojsk po jejich porážce roku 490 př. n. l. zemřel na ostrově Lémnu.